# Craseomys regulus
Craseomys regulus és una espècie de mamífer rosegador de la família dels cricètids. És endèmic de la península de Corea (Corea del Nord i Corea del Sud). Ocupa una gran varietat d'hàbitats naturals, però evita els boscos de gran extensió. És una espècie en risc mínim, és a dir, no sembla que hi hagi cap amenaça significativa per a la seva supervivència. El seu nom específic, regulus, significa ‘reietó’ en llatí.